# Víctor Carrillo
Víctor Hugo Carrillo Casanova (Lima, 30 oktober 1975) is een Peruviaans voetbalscheidsrechter. Sinds 2005 leidt hij internationale wedstrijden voor de wereldvoetbalbond FIFA.
Carrillo begon zijn carrière als professioneel voetbalscheidsrechter met aansluiting bij de Peruviaanse voetbalbond (FPF), waarna hij regelmatig werd aangesteld als scheidsrechter bij competitieduels in de Primera División. In deze competitie leidde hij sinds 2009 131 duels, waarin hij 633 gele kaarten en 102 rode kaarten uitdeelde. Hij floot sinds 2005 elk seizoen minstens één wedstrijd om de Copa Sudamericana, waaronder een kwartfinale in 2012 en een halve finale in 2013, tussen het Argentijnse CA Lanus en het Paraguayaanse Club Libertad (2–1, zes gele kaarten). Ook is hij jaarlijks actief in de Copa Libertadores, waar hij in 2012 en 2013 vijf wedstrijden kreeg toegewezen. Op het wereldkampioenschap voetbal voor clubs 2010 in Abu Dhabi floot hij de kwartfinale tussen Al-Wahda FC en Seongnam Ilhwa Chunma.
Víctor Carrillo maakte zijn debuut in het A-interlandvoetbal op 18 januari 2007 in het Ecuadoraanse Cuenca, waar hij de vriendschappelijke wedstrijd tussen Ecuador en Zweden leidde. In maart 2013 noemde de FIFA Carrillo een van de vijftig potentiële scheidsrechters voor het wereldkampioenschap voetbal. Op 15 januari 2014 maakte de wereldvoetbalbond bekend dat hij als reserve op het toernooi aanwezig zou zijn. De reserveassistent was de Paraguayaan Rodney Aquino Maldonado.

## Interlands
| Datum             | Plaats                    | Wedstrijd              | Uitslag | Competitie              | Kreeg geel | Kreeg voor de tweede keer geel en dus rood | Weggestuurd |
| ----------------- | ------------------------- | ---------------------- | ------- | ----------------------- | ---------- | ------------------------------------------ | ----------- |
| 18 januari 2007   | Cuenca, Ecuador           | Ecuador – Zweden       | 2 – 1   | Vriendschappelijk       | 2          | 0                                          | 0           |
| 8 september 2007  | Quito, Ecuador            | Ecuador – El Salvador  | 5 – 1   | Vriendschappelijk       | 4          | 0                                          | 2           |
| 5 september 2009  | Asunción, Paraguay        | Paraguay – Bolivia     | 1 – 0   | Kwalificatie WK 2010    | 0          | 0                                          | 0           |
| 14 oktober 2009   | Campo Grande, Brazilië    | Brazilië – Venezuela   | 0 – 0   | Kwalificatie WK 2010    | 7          | 0                                          | 1           |
| 10 augustus 2011  | Santa Cruz, Bolivia       | Bolivia – Panama       | 1 – 3   | Vriendschappelijk       | 3          | 0                                          | 3           |
| 7 oktober 2011    | Montevideo, Uruguay       | Uruguay – Bolivia      | 4 – 2   | Kwalificatie WK 2014    | 8          | 0                                          | 0           |
| 11 september 2012 | Santiago, Chili           | Chili – Colombia       | 1 – 3   | Kwalificatie WK 2014    | 8          | 1                                          | 1           |
| 22 maart 2013     | Buenos Aires, Argentinië  | Argentinië – Venezuela | 3 – 0   | Kwalificatie WK 2014    | 6          | 0                                          | 0           |
| 9 juni 2013       | Porto Alegre, Brazilië    | Brazilië – Frankrijk   | 3 – 0   | Vriendschappelijk       | 1          | 0                                          | 0           |
| 6 september 2013  | Asunción, Paraguay        | Paraguay – Bolivia     | 4 – 0   | Kwalificatie WK 2014    | 2          | 0                                          | 0           |
| 11 oktober 2013   | San Cristóbal, Venezuela  | Venezuela – Paraguay   | 1 – 1   | Kwalificatie WK 2014    | 2          | 0                                          | 0           |
| 15 juni 2015      | Santiago, Chili           | Chili – Mexico         | 3 – 3   | Copa América            | 2          | 0                                          | 0           |
| 12 november 2015  | La Paz, Bolivia           | Bolivia – Venezuela    | 4 – 2   | Kwalificatie WK 2018    | 8          | 0                                          | 1           |
| 5 juni 2016       | Chicago, Verenigde Staten | Jamaica – Venezuela    | 0 – 1   | Copa América Centenario | 4          | 0                                          | 1           |
| 14 juni 2016      | Seattle, Verenigde Staten | Argentinië – Bolivia   | 3 – 0   | Copa América Centenario | 5          | 0                                          | 0           |

Bijgewerkt op 12 november 2015.